# Jeff Foote
Jeff Foote (Lockwood, Nueva York, 17 de julio de 1987) es un jugador de baloncesto americano que pertenece a la plantilla de los Springfield Armor de la NBA D-League. Con 2,13 metros de altura, juega en la posición de pívot.

## Trayectoria deportiva
Formado en la Universidad de Cornell, destacó en su año sénior promediando 12,3 puntos (62,5 % en tiros de dos puntos y 58,8 % en tiros libres), 8,1 rebotes, 2,3 asistencias y 1,9 tapones. Entre sus galardones individuales y colectivos en su periplo universitario destacan el formar parte del segundo mejor equipo de la Conferencia All-Ivy en 2008 y 2009 y del primero en 2010, jugador defensivo de la Conferencia All-Ivy en 2009 y 2010 y haber llegado con su Universidad hasta el Sweet 16 en 2010.
En 2010 según ha informa el Club israelí, Jeff Foote acabará la temporada cedido en Melilla Baloncesto de la Adecco Oro. Foote es un pívot norteamericano de 2,13 metros de altura que en verano de 2010 firmó un contrato multianual por tres temporadas con el equipo que dirige David Blatt. El pívot llega en el mes de noviembre como sustituto de Curtis Withers.
En marzo de 2012 firma un contrato por diez días con los New Orleans Hornets de la NBA.